# Croix de pierre de Villeneuve-sur-Yonne
Pour les articles homonymes, voir Croix de Pierre (homonymie).
La croix de pierre de Villeneuve-sur-Yonne est une croix située à Villeneuve-sur-Yonne, en France.

## Localisation
La croix est située dans le département français de l'Yonne, sur la commune de Villeneuve-sur-Yonne.

## Description
Cette croix est située sur le vieux pont. En fait, cette croix est en fer, et est dite de "saint-Nicolas". Seule l'embase est en pierre, du même calcaire que le pont.

## Historique
L'édifice est inscrit au titre des monuments historiques en 1932.